# San Juan Capistrano (California)
San Juan Capistrano, fundada en 1775, es una ciudad ubicada en el condado de Orange en el estado estadounidense de California. En el año 2004 tenía una población de 33 826 habitantes y una densidad poblacional de 919,1 personas por km².

## Geografía
Según la Oficina del Censo, la ciudad tiene un área total de 37,1 km² (14,3 mi²), de la cual 36,8 km² (14,2 mi²) es tierra y 0,4 km² (0,2 mi²) (0.16%) es agua.

### Localidades adyacentes
El siguiente diagrama muestra a las localidades en un radio de 16 kilómetros (9,9 mi) de .

## Demografía
Según la Oficina del Censo en 2007 los ingresos medios por hogar en la localidad eran de $62 392 y los ingresos medios por familia eran $69 481. Los hombres tenían unos ingresos medios de $47 574 frente a los $34 821 para las mujeres. La renta per cápita para la localidad era de $29 926. Alrededor del 6,6% de la población estaba por debajo del umbral de pobreza.